# Jasmin Wagner

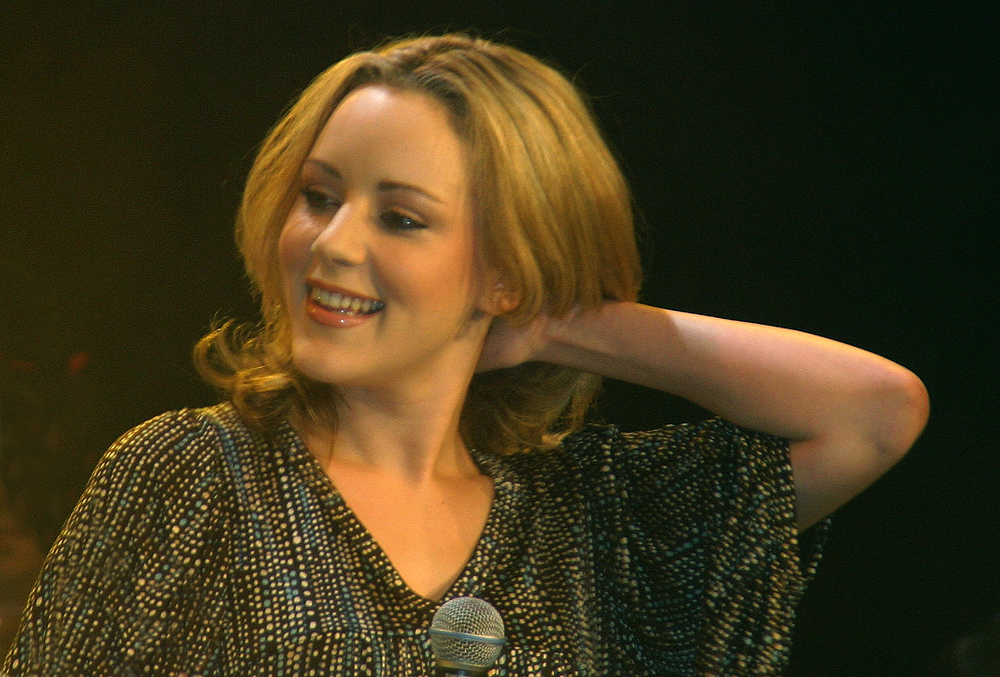
Jasmin Wagner uppträder i Köln i november 2006.

Jasmin Wagner, född 20 april 1980 i Hamburg, är en tysk popsångerska och skådespelerska. Fram till år 2001 använde hon sig även av artistnamnen Blümchen på tyska eller, på engelska: Blossom.
Blümchen började sin sångkarriär i skolkören. Sina största framgångar som artist nådde hon i Tyskland, Norge, Schweiz, Sverige och Österrike, med följd att hon kom att samarbeta med E-Type. 
Blümchen är mest känd i Sverige för låtarna "Ich bin wieder hier" från 1998 och "Heut' ist mein Tag" från 1999. Den senare blev hennes enda listetta, vilken hon fick i Norge. "Ich bin wieder hier" är egentligen en cover på "Everybody's Free (To Feel Good)" av Rozalla Miller. 
Utöver sin popkarriär har Wagner deltagit i TV-program (som den tyska versionen av Fångarna på fortet), arbetat med inläsning av böcker, samt varit programledare (bland annat i Check Eins) och sysslat med skådespeleri (som i Hallo Robbie! och huvudrollen i SOKO 5113).

## Diskografi

### Singlar (Blümchen)
- Herz an Herz (1995)
- Kleiner Satellit (1996)
- Boomerang (1996)
- Du und Ich (1996)
- Bicycle-Race (1996)
- Nur geträumt (1997)
- Verrückte Jungs (1997)
- Gib mir noch Zeit (1997)
- Sesam-Jam (Der, Die, Das) (1997)
- Blaue Augen (1998)
- Ich bin wieder hier (1998)
- Es ist vorbei (1998)
- Tu es mon Île (1999) – samarbete med Yta Farrow.
- Heut' ist mein Tag (1999)
- Unter'm Weihnachtsbaum (1999)
- Ist deine Liebe echt? (2000)
- Die Welt gehört Mir (2000)
- Es ist nie vorbei (2000) – samarbete med E-Type.
- Ich vermisse Dich (2000)

#### Singlar (Jasmin Wagner)
- Santa Claus is Coming to Town (2001)
- Leb' deinen Traum (2003)
- Helden wie wir (2004)
- Männer brauchen Liebe (2006)

### Album (Blümchen)
- Herzfrequenz (1996)
- Verliebt... (1997)
- Jasmin (1998)
- Live in Berlin (1999)
- Die Welt gehört Dir (2000)
- Für Immer und Ewig (2000)
- Best of Blümchen (2003)

#### Album (Jasmin Wagner)
- Die Versuchung (2006)

## Topplisteplaceringar

### Singlar

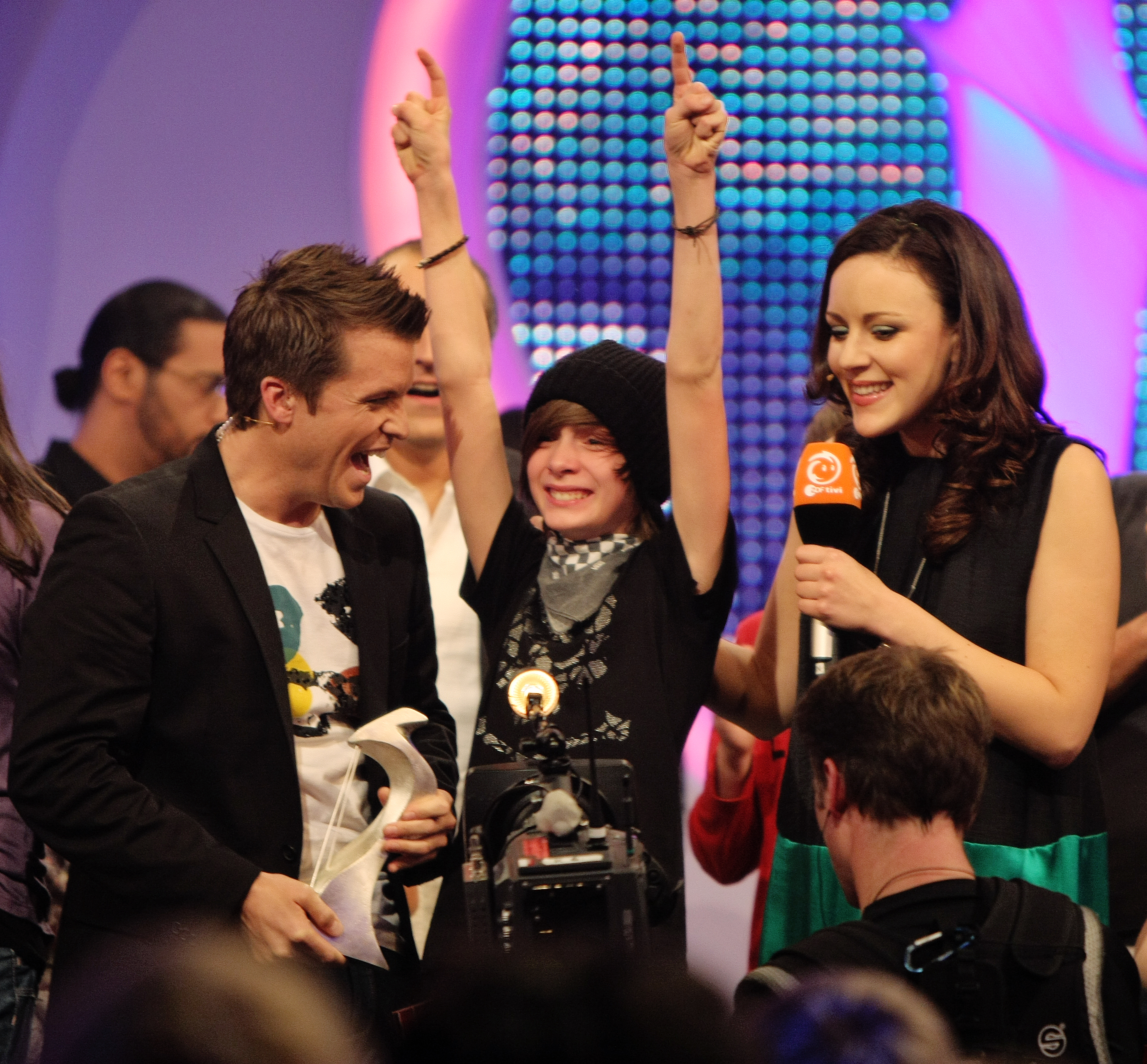
Jasmin med Beni Weber i Finalshowen för Dein Song/Songwriter 2008. Vann gjorde Joshua

Herz an Herz
Tyskland: 4 - 29 januari 1996 - 18 v.
Österrike: 9 - 10 mars 1996 - 12 v.
Schweiz: 7 - 3 mars 1996 - 14 v.
Kleiner Satellit
Tyskland: 9 - 15 april 1996 - 14 v.
Österrike: 14 - 5 maj 1996 - 11 v.
Schweiz: 10 - 28 april 1996 - 9 v.
Boomerang
Tyskland: 11 - 1 juli 1996 - 19 V.
Österrike: 10 - 28 juli 1996 - 12 v.
Schweiz: 9 - 4 augusti 1996 - 8 v.
Norge: 16 - tt.mm.1997 - 1 v.
Du und ich
Tyskland: 17 - 7 oktober 1996 - 10 v.
Österrike: 14 - 20 oktober 1996 - 10 V.
Schweiz: 17 - 20 oktober 1996 - 6 v.
Bicycle-Race
Tyskland: 28 - 9 december 1996 - 10 v.
Österrike: 19 - 22 december 1996 - 11 v.
Nur geträumt
Tyskland: 6 - 28 april 1997 - 11 v.
Österrike: 7 - 27 april 1997 - 12 v.
Schweiz: 12 - 27 april 1997 - 12 v.
Sverige: 30 - 8 april 1999 - 11 v.
Verrückte Jungs
Tyskland: 22 - 14 juli 1997 - 9 v.
Österrike: 23 - 20 juli 1997 - 10 v.
Gib mir noch Zeit
Tyskland: 9 - 29 september 1997 - 16 v.
Österrike: 18 - 12 oktober 1997 - 13 v.
Schweiz: 21 - 26 oktober 1997 - 6 v.
Sverige: 38 - 17 februari 2000 - 4 v.
Sesam-Jam (Der, Die, Das)
Tyskland: 26 - 15 december 1997 - 15 v.
Österrike: 36 - 11 januari 1998 - 4 v.
Blaue Augen
Tyskland: 19 - 1 juni 1998 - 10 v.
Österrike: 20 - 7 juni 1998 - 10 v.
Schweiz: 32 - 21 juni 1998 - 4 v.
Ich bin wieder hier
Tyskland: 12 - 7 september 1998 - 10 v.
Österrike: 30 - 11 oktober 1998 - 10 v.
Schweiz: 20 - 13 september 1998 - 6 v.
Sverige: 28 - 14 januari 1999 - 10 v.
Es ist vorbei
Tyskland: 24 - 16 november 1998 - 10 v.
Österrike: 33 - 13 december 1998 - 6 v.
Schweiz: 47 - 13 december 1998 - 1 v.
Heut' ist mein Tag
Tyskland: 15 - 3 maj 1999 - 8 v.
Österrike: 36 - 9 maj 1999 - 2 v.
Schweiz: 41 - 30 maj 1999 - 2 v.
Sverige: 10 - 8 juli 1999 - 21 v.
Norge: 1 - dd.mm.1999 - 14 v.
Es ist nie vorbei (vs. E-Type)
Sverige: 28 - 7 december 2000 - 9 V.
Ist deine Liebe echt?
Tyskland: 24 - 12 juni 2000 - 9 v.
Schweiz: 81 - 25 juni 2000 - 3 v.
SE: 32 - 1 juni 2000 - 5 v.
Ich vermisse Dich
Tyskland: 50 - 15 januari 2001 - 8 v.
Österrike: 66 - 28 januari 2001 - 4 v.
Leb' deinen Traum
Tyskland: 24 - 22 september 2003 - 8 v.
Österrike: 52 - 21 september 2003 - 6 v.
Helden wie wir
Tyskland: 68 - 26 april 2004 - 2 v.
Männer brauchen Liebe
Tyskland: 99 - 17 april 2006 - 1 Wo.  

### Album
Herzfrequenz
Tyskland: 18 - 10 juni 1996 - 48 v.
Österrike: 14 - 7 juli 1996 - 16 v.
Schweiz: 15 - 7 juli 1996 - 13 v.
Verliebt...
Tyskland: 7 - 19 maj 1997 - 46 v.
Österrike: 11 - 18 maj 1997 - 16 v.
Schweiz: 9 - 18 maj 1997 - 11 v.
Jasmin
Tyskland: 8 - 12 oktober 1998 - 23 v.
Österrike: 19 - 18 oktober 1998 - 6 v.
Schweiz: 20 - 11 oktober 1998 - 5 v.
SE: 25 - 6 maj 1999 - 19 v.
Live in Berlin
Tyskland: 57 - 13 december 1999 - 7 v.
Die Welt gehört Dir
Tyskland: 18 - 10 juli 2000 - 5 v.
Schweiz: 86 - 16 juli 2000 - 1 v.
SE: 40 - 6 juli 2000 - 5 v.
Für Immer und Ewig
Tyskland: 95 - 15 januari 2001 - 1 v.
SE: 51 - 1 mars 2001 - 1 v.
Die Versuchung
Tyskland: 98 - 1 maj 2006 - 1 v.